# 格奧爾基·洛里亞
格奧爾基·洛里亞（1986年1月27日—）是一位喬治亞足球運動員，在場上司職守門員。他現在效力於塞浦路斯甲組足球聯賽球隊Omonia Aradippou。他也是喬治亞國家足球隊的一員。

## 外部連結
- 格奧爾基·洛里亞 – FIFA國際賽競賽紀錄 (存檔)
- 格奧爾基·洛里亞在 National-Football-Teams.com 上的出场纪录
- Soccerway資料庫：格奧爾基·洛里亞